# Paweł Pawlikowski
Paweł Aleksander Pawlikowski (Varsó, 1957. szeptember 15. –) lengyel filmrendező, forgatókönyvíró, aki élete nagy részében az Egyesült Királyságban élt és dolgozott. 
Az 1990-es években számos díjnyertes dokumentumfilmet forgatott, valamint Az utolsó menedék és a Szerelmem nyara című filmeket, amelyek mindegyike BAFTA-díjat és számos más európai díjat nyert. Ida című fekete-fehér filmdrámája 2014-ben hat Európai Filmdíjat nyert el, 2015-ben pedig a legjobb idegen nyelvű filmért járó Oscar-díjat szerezte meg. A 2018-as cannes-i fesztiválon Hidegháború című filmjéért a legjobb rendezésért járó díjat vehette át.

## Fiatalkora és családja
Pawlikowski Varsóban született, gyermekkorát is ott töltötte, a főváros Mokotów városrészében járt általános iskolába. Anyja, aki a varsói egyetem angol nyelvtanára volt, egy hagyományos katolikus családból származott. Apja ateista, humanista, szabad gondolkodású elismert katonaorvos volt, aki az 1968. márciusi eseményeket követő állami szintű antiszemita kampány miatt 1969-ben Ausztriába távozott. „Mindennél jobban szerette Lengyelországot, ezért annak elhagyása nagy csapásként érte” – mondta róla Pawlikowski, aki csak késő tizenéves korában tudta meg, hogy apai nagyanyja egy asszimilált zsidó orvos volt, s az auschwitzi koncentrációs táborban halt meg. A szülők hivatalosan elváltak, a gyermek anyjával maradt. Keresztanyja Barbara Kwiatkowska-Lass színésznő, anyja barátja volt.
1971-ben, 14 évesen, anyjával együtt az Egyesült Királyságba utazott, ahol politikai menedékjogot kértek. Később rövid ideig Nyugat-Németországban, Olaszországban és Franciaországban tartózkodott, végül 1977-ben Angliában telepedett le, ahol közel 30 évig élt. Angliában egy katolikus londoni iskolában töltötte első éveit, ám rossz tanuló volt, nehezen fegyelmezhető, ezért eltanácsolták.
A Londoni- és Oxfordi Egyetemeken irodalmat és filozófiát hallgatott. Az Oxfordi Egyetemen Georg Trakl osztrák író és költő tragédiájáról kezdett írni doktori disszertációt, azonban nem fejezte be. Oxfordon beiratkozott egy filmműhelybe. 1986-ban a BBC-hez ment, ahol eleinte dokumentumfilmeket készített. 2004-2007-ben az Oxford Brookes Egyetem (OBU) kreatív munkatársa volt. Filmrendezést és forgatókönyvírást tanított a londoni Nemzeti Film- és Televíziós Iskolán (NFTS), valamint a Varsói Wajda Filmiskolán.

## Pályafutása
Az 1980-as-90-es években a BBC részére Paul Pawlikowski néven dolgozó rendező és forgatókönyvíró dokumentumfilmjeivel vált híressé, melyeknek lírai és ironikus hangvitele sok rajongót és díjat szereztek számára. A From Moscow to Pietushki című dokumentumfilm egy költői utazás volt a kultikussá vált szovjet szamizdat író, Venyegyikt Vasziljevics Jerofejev világába, amelyért többek között Emmy-díjat, a Royal Television Society (RTS) díját, valamint Prix Italia díjat nyert. Az ugyancsak többszörös díjnyertes Dostoevsky's Travels egy tragikomikus road movie, amelyben egy szentpétervári villamosvezető, Fjodor Dosztojevszkij egyetlen, még élő leszármazottja körbeutazza Nyugat-Európát, hogy lekezelő humanisták, arisztokraták és monarchisták körében, valamint a baden-badeni kaszinóban annyi pénzt szedjen össze, amennyiért megvásárolhat egy használt Mercedest. Pawlikowski legeredetibb és legelismertebb filmje a boszniai háború idején készült Serbian Epics dokumentum tévéfilm (1992), amely a képzeletbeli, ironikus, néha majdnem hipnotikus szerb epikus költészetről készült tanulmány. A Radovan Karadzsiccsal és Ratko Mladics tábornokkal készített exkluzív felvételeivel a film vihart kavart ugyan, de egyfajta kultikus státuszt is biztosított. Az abszurd Tripping with Zhirinovsky egy szürreális hajóutat mutat be a Volgán a botrányairól elhíresült, diktátorhajlamú Vlagyimir Zsirinovszkijjal, mely alkotásért Pawlikowski a legjobb brit dokumentumfilmért járó Grierson-díjat vehette át 1995-ben.
Pawlikowski 1998-ban kezdett foglalkozni fikciós filmekkel, első alkotása az 50 perces dokudráma, a Twockers volt, egy lírai és göröngyös szerelmi történet, melyben egy tizenéves yorkshire-i autótolvaj szerelembe esését meséli el. 2001-ben írta meg és rendezte első nagyjátékfilmjét Az utolsó menedék című romantikus filmdrámát, Dina Korzun és Paddy Considine főszereplésével. A film – számos más díj mellett – a legjobb debütálásnak járó BAFTA-díjat, az Edinburgh-i Nemzetközi Filmfesztiválon pedig Michael Powell-díjat nyert. 2004-ben Emily Blunt és Natalie Press főszereplésével forgatta következő opusát Szerelmem nyara címmel. A thrillerbe forduló szerelmi dráma ezúttal a legjobb brit filmnek járó Alexander Korda-díjat, a lengyel filmdíjat, Edinburgh-ban a legjobb új film díját, valamint további fesztiváldíjakat sepert be. E filmjéért Pawlikowskit 2005-ben a legjobb rendező díjra jelölték.
2006-ban forgatta Magnus Mills brit író Sztálinról szóló regényének adaptációját The Restraint of Beasts címmel, amikor felesége súlyosan megbetegedett. Azért, hogy gondoskodjon tudjon róla és gyermekeiről, a forgatást félbeszakította, s felhagyott a már 60%-ban leforgatott film elkészítésével. Öt év elteltével tért vissza a rendezéshez, amikor gyermekei befejezték a középiskolát és függetlenné váltak. Ekkor írta és rendezte Douglas Kennedy The Woman the Fifth című regényéből készült Titkok Párizsban című misztikus thrillerét Ethan Hawke és Kristin Scott Thomas főszereplésével.
Ida című filmdrámájának első, 2009-ben készített Sister of Mercy című filmtervében egy apáca találkozik a lengyel történelem feledésbe merült lapjaival, amikor is megtudja zsidó származását. A Cezary Harasimowicz-cal közösen írt forgatókönyv 2010 májusában elnyerte Cannes-ban az Európai Unió Kreatív Európa MEDIA programja keretében odaítélt Európai Tehetség díjat. Pawlikowski végül is elvetette ezt a forgatókönyvet, és egy teljesen új változatot írt, immár Ida címmel. Az elkészült film világpremierjére 2013. augusztus 30-án került sor a 40. Telluride-i Filmfesztiválon (Colorado). A film 66 díjat nyert, így 2014-ben Lux-díjat, a legjobb film, a legjobb operatőr díjakat és legjobb európai film közönségdíját, 2015-ben pedig a legjobb nem angol nyelvű film BAFTA-díját, valamint – a lengyel filmtörténetben elsőként – a legjobb idegen nyelvű film Oscar-díját.
A 2018-ban elkészült Hidegháború című filmdrámáját meghívták a 71. cannes-i fesztivál hivatalos válogatásának versenyprogramjába, ahol Pawlikowski a legjobb rendezésért járó díjat vehette át.

## Magánélete
Két gyermeke van, egy fiú és egy lány. Az 1980-as években a Szovjetunióból emigrált felesége rákban hunyt el 2006-ban, amit a rendező nagyon nehezen élt meg. Miután gyermekei egyetemre mentek, ő maga Párizsba költözött, majd Varsóban telepedett le, nem messze él gyermekkori lakásától. 2017-ben feleségül vette Małgosia (Małgorzata) Bela lengyel manöken színésznőt.

## Filmográfia

### Nagyjátékfilmek
| Év   | Magyar cím        | Eredeti cím            | Feladatkör | Feladatkör | Megjegyzések          |
| Év   | Magyar cím        | Eredeti cím            | Rendező    | Író        | Megjegyzések          |
| ---- | ----------------- | ---------------------- | ---------- | ---------- | --------------------- |
| 1998 |                   | The Stringer           | Igen       | Igen       |                       |
| 2000 | Az utolsó menedék | Last Resort            | Igen       | Igen       |                       |
| 2004 | Szerelmem nyara   | My Summer of Love      | Igen       | Igen       |                       |
| 2011 | Titkok Párizsban  | The Woman in the Fifth | Igen       | Igen       |                       |
| 2013 | Ida               | Ida                    | Igen       | Igen       |                       |
| 2013 |                   | Gare du Nord           | Nem        | Nem        | színész (Joan főnöke) |
| 2014 |                   | Lost in Karastan       | Nem        | Igen       |                       |
| 2018 | Hidegháború       | Cold War               | Igen       | Igen       |                       |

### Egyéb filmek
- 1993 – The Grave Case of Charlie Chaplin (rövidfilm)
- 2006 – The Restraint of Beasts (félbemaradt)

### Televízió
- 1987 – Lucifer Over Lancashire (az Open Space dokumentum-tévésorozat egyik epizódja)[16]
- 1990 – From Moscow to Pietushki: A Journey with Benedict Yerofeyev (dokumentum tévéfilm)[16]
- 1991 – Dostoevsky's Travels (dokumentum tévéfilm)[16]
- 1992 – Serbian Epics (dokumentum tévéfilm)
- 1995 – Tripping with Zhirinovsky (dokumentum tévéfilm)[16]
- 1998 – Twockers (dokumentum tévéfilm)[16]

## Fontosabb díjak, elismerések
BAFTA-díj
- 2001 díj: legjobb debütálás (brit forgatókönyvíró, filmrendező vagy producer) – Az utolsó menedék
- 2005 díj: Alexander Korda-díj – Szerelmem nyara
- 2015 díj: legjobb nem angol nyelvű film – Ida

Európai Filmdíj
- 1992 díj: a dokumentumfilmes zsűri külön dicsérete – Dostoevsky's Travels
- 2014 díj: legjobb film – Ida
- 2014 díj: legjobb rendező – Ida
- 2014 díj: legjobb forgatókönyvíró – Ida
- 2014 díj: közönségdíj – Ida
- 2018 díj: legjobb film – Hidegháború
- 2018 díj: legjobb rendező – Hidegháború
- 2018 díj: legjobb forgatókönyvíró – Hidegháború

Egyéb díjak, elismerések
- 2001 díj: Edinburgh-i Nemzetközi Filmfesztivál: Michael Powell-díj – Az utolsó menedék
- 2005 díj: Edinburgh-i Nemzetközi Filmfesztivál: legjobb brit játékfilm – Szerelmem nyara
- 2006 díj: Lengyel Filmdíj: legjobb európai film – Szerelmem nyara
- 2013 díj: Lengyel Filmfesztivál (Gdynia): Arany Oroszlán – Ida
- 2014 díj: Lux-díj – Ida
- 2014 díj: Lengyel Filmdíj: legjobb film – Ida
- 2015 díj: Independent Spirit díj: legjobb nemzetközi film  – Ida
- 2018 díj: Cannes-i fesztivál: legjobb rendezés díja – Hidegháború

## Fordítás
- Ez a szócikk részben vagy egészben  a   Paweł Pawlikowski című angol Wikipédia-szócikk ezen változatának fordításán alapul.  Az eredeti cikk szerkesztőit annak laptörténete sorolja fel. Ez a jelzés csupán a megfogalmazás eredetét és a szerzői jogokat jelzi, nem szolgál a cikkben szereplő információk forrásmegjelöléseként.
- Ez a szócikk részben vagy egészben  a   Paweł Pawlikowski című lengyel Wikipédia-szócikk ezen változatának fordításán alapul.  Az eredeti cikk szerkesztőit annak laptörténete sorolja fel. Ez a jelzés csupán a megfogalmazás eredetét és a szerzői jogokat jelzi, nem szolgál a cikkben szereplő információk forrásmegjelöléseként.